# Bundeswettbewerb Gesang Berlin
Der Bundeswettbewerb Gesang Berlin wurde 1966 als Wettbewerb für solistischen Gesang gegründet. Veranstalter ist der Bundeswettbewerb Gesang Berlin e. V.

## Geschichte und Ziele
Seit 1979 wird der Wettbewerb jährlich ausgeschrieben, abwechselnd für die Sparten Musical/Chanson (in ungeraden Jahren) und Oper/Operette/Konzert (in geraden Jahren).
Wesentliche Ziele des Wettbewerbs sind die Vernetzung und Förderung noch unbekannter Künstler. Kennzeichnend sind hohe Anforderungen an die Vielseitigkeit des Repertoires. Bühnenvertreter und Künstleragenturen beobachten regelmäßig den Wettbewerb und engagieren junge Künstler.
Schirmherr des Wettbewerbs ist der Regierende Bürgermeister von Berlin.
Im Wettbewerbsjahr 2020 wurden erstmals sämtliche Finalrundenauftritte sowie das Preisträgerkonzert als kostenloser Stream – live und on demand – auf der Website des Veranstalters zur Verfügung gestellt.

## Teilnahmevoraussetzungen
Seit dem Wettbewerb 2021 entfällt die Unterteilung in Junior- und Hauptwettbewerb. Alter und Ausbildungsstand werden von der Jury entsprechend berücksichtigt, es werden weiterhin auch Förderpreise vergeben. Zudem wird das Höchstalter für die Teilnahme in der Sparte Musical auf 30 Jahre angehoben.
Für den Wettbewerb können sich demnach in allen Kategorien Teilnehmer im Alter von 17 bis 30 Jahren anmelden. Maßgeblich ist, welches Lebensjahr im Wettbewerbsjahr vollendet wird. Für die Teilnahme muss darüber hinaus eine der folgenden Voraussetzungen erfüllt sein:
- die deutsche Staatsangehörigkeit
- ein in Deutschland erworbener deutscher Schulabschluss, mindestens 10. Klasse (Nachweis erfolgt durch postalische Einsendung einer beglaubigten Kopie des Schulabschlusszeugnisses)
- die Staatsangehörigkeit eines Mitgliedstaates der Europäischen Union oder der Schweiz, Island, Liechtenstein und Norwegen; zusätzlich Nachweis der Immatrikulation seit mindestens zwei Semestern in einem berufsqualifizierenden Ausbildungsgang mit dem Unterrichtsfach Gesang an einer deutschen Hochschule oder einer anderen Ausbildungsstätte in Deutschland mit staatlicher Anerkennung (Nachweis erfolgt durch postalische Einsendung einer Immatrikulationsbescheinigung für das kommende dritte oder höhere Fachsemester)
- die Staatsangehörigkeit eines Mitgliedstaates der Europäischen Union oder der Schweiz, Island, Liechtenstein und Norwegen; zusätzlich Nachweis einer abgeschlossenen berufsqualifizierenden Ausbildung mit dem Unterrichtsfach Gesang an einer deutschen Hochschule oder einer anderen Ausbildungsstätte in Deutschland mit staatlicher Anerkennung (Nachweis erfolgt durch postalische Einsendung einer beglaubigten Kopie des Abschlusszeugnisses).

## Ablauf
Anmeldezeitraum ist vom 1. Juni bis 1. September für die Wettbewerbsrunden im Herbst desselben Jahres. Bundesweite Vorauswahlen werden in Zusammenarbeit mit Musiktheatern und mit Unterstützung des Deutschen Bühnenvereins in mehreren Städten durchgeführt. Die öffentlichen Finalrunden finden in Berlin statt. Nach jeder Wettbewerbsrunde haben ausgeschiedene Teilnehmer die Gelegenheit zu einem Beratungsgespräch mit der Jury, die sich aus Sängern, Darstellern, Gesangspädagogen, Dirigenten, Regisseuren sowie Vertretern von Bühnen und Medien zusammensetzt. Die abschließenden Konzerte des Wettbewerbs werden in den großen Musiktheatern Berlins veranstaltet.

## Finanzierung
Der Wettbewerb wird aus Mitteln der Stiftung Deutsche Klassenlotterie Berlin und des Beauftragten der Bundesregierung für Kultur und Medien gefördert. Der Regierende Bürgermeister von Berlin finanziert die ersten Preise im Hauptwettbewerb. Der Deutsche Bühnenverein, die Berliner Opernhäuser, Stiftungen und Privatpersonen stellen weitere Preisgelder zur Verfügung. Insgesamt werden Preise in Höhe von rund 50.000 Euro vergeben.

## Preisträger (Auswahl)

### Musical/Chanson
- David Arnsperger (2005)
- Tom Beck (2001)
- Adrian Becker (1997)
- Katja Berg (2001)
- Sophie Berner (2005)
- Antonia Bill (2011)
- Winnie Böwe (2001)
- Vera Bolten (1995, 1997, 1999)
- Rasmus Borkowski (2003)
- Robin Brosch (1987)
- Erwin Bruhn (1981)
- Tatjana Clasing (1983)
- Krisha Dalke (2005)
- Olivia Delauré (2009, 2011)
- Jana Werner (1991)
- Kinga Dobay (1999)
- Corinna Ellwanger (2005)
- Gisa Flake (2009)
- Michael Frowin (1993)
- Julia Gámez Martin (2009)
- Andreas Gergen (1997)
- Holger Hauer (1987)
- Melanie Haupt (1999, 2001)
- Filipina Henoch (2001, 2005)
- Alen Hodzovic (1999)
- Kai Hüsgen (2003)
- Milica Jovanović (2007)
- Armin Kahl (2001, 2003)
- Karim Khawatmi (1993, 1995)
- Sebastian Krämer (2001, 2003)
- Claudio Maniscalco (1983)[2]
- Katharine Mehrling (1995)
- Maike Katrin Merkel (2001, 2003)
- Bettina Mönch (2001, 2007)
- Christian Alexander Müller (2001)
- Max Raabe (1987)
- Lars Redlich (2007)
- Christine Rothacker (1987)
- Uli Scherbel (1995)
- Christian Struppeck (1989)
- Wolfgang Türks (2005)
- Anna Veit (2007)
- Florian Wagner (2015/2017/2019)
- Bodo Wartke (1999, 2001)
- Christiane Weber (2001)
- Nicky Wuchinger (2009, 2011)
- Marysol Ximénez-Carrillo (2001)
- Benedikt Zeitner (2009)

### Oper/Operette/Konzert
- Horst Laubenthal (1966)
- Jana Baumeister (2016)
- Daniel Behle (2002)
- Tobias Berndt (2004)
- Martin Berner (2004)
- Lioba Braun (1986)
- Benjamin Bruns (2002)
- Björn Bürger (2012)
- Ingeborg Danz (1986)
- Stella Doufexis (1994)
- Mojca Erdmann (1992, 1994, 2002)
- Sarah Ferede (2002, 2004, 2010)
- Christof Fischesser (2000)
- Martin Gantner (1988)
- Klaus Häger (1990)
- Reinhard Hagen (1988)
- Christiane Hampe (1974)
- Silvia Hauer (2010)
- Dietrich Henschel (1988)
- Ursula Hesse von den Steinen (1994)
- Katharina Kammerloher (1992)
- Michaela Kaune (1996)
- Daniel Kirch (1996)
- Maria Kowollik (1990)
- Adréana Kraschewski (2002)
- Nadine Lehner (1998, 2000)
- Josef Loibl (1966)
- Claudia Mahnke (1994)
- Eleonore Marguerre (2000)
- Ulrike Mayer (2004)
- Nadja Michael (1990, 1994)
- Anne-Theresa Møller (2008)
- Thomas Mohr (1984)
- Hanno Müller-Brachmann (1994, 1996)
- Anna Palimina (2006)
- Antigone Papoulkas (1996, 1998)
- Marlis Petersen (1990)
- Christoph Pohl (2002)
- Christoph Prégardien (1978)
- Thomas Quasthoff (1984, 1986)
- Maria Radner (2006)
- Gloria Rehm (2010)
- Annika Sophie Ritlewski (2008)
- Detlef Roth (1990)
- Valentin Ruckebier (2022)
- Christine Schäfer (1988)
- Andreas Schmidt (1982)
- Wolfgang Schöne (1968)
- Silke Schwarz (2004)
- Barbara Senator (2004)
- Doris Soffel (1972)
- Caroline Stein (1990)
- Lydia Teuscher (2002)
- Carolina Ullrich (2006)
- Sebastian Wartig (2014)
- Ania Vegry (2004)
- Iris Vermillion (1986)
- Michael Volle (1990)
- Bernd Weikl (1968)[3]
- Manuel Winckhler (2024)[4]